# 470324 Debbanci
470324 Debbanci este o planetă minoră (asteroid) din centura de asteroizi. A fost descoperită pe 16 august 2007 la osservatorio astronomico della Montagna Pistoiese⁠(d) de . 
Obiectul prezintă o orbită caracterizată de o semiaxă mare de 2,7380646143068 UAi, o excentricitate de 0,051071054894588, o înclinație de 14,172969596952 ° în raport cu ecliptica.